# Presse écrite aux États-Unis
La presse écrite aux États-Unis comptait en date du 23 mai 2008 1 422 quotidiens nationaux ou régionaux, et 6 233 hebdomadaires.

## Classement des 25 plus importants tirages quotidiens
Cette liste présente les 25 plus importants journaux américains par tirage quotidien. Elle est établie en fonction des données fournies par l'Audit Bureau of Circulations, récoltées sur une période de six mois se terminant en septembre 2010. Le tirage sélectionné est le plus gros tirage d'un jour de semaine, ce tirage étant généralement le tirage du dimanche. Lorsque plusieurs quotidiens régionaux d'une même ville partagent la même édition papier dominicale (c'est typiquement le cas à Philadelphie, où les éditions dominicales du Philadelphia Inquirer et du Philadelphia Daily News, appartenant au même groupe, ont été fusionnées), les différents quotidiens sont listés.
1. The Wall Street Journal
2. USA Today
3. The New York Times
4. Los Angeles Times
5. The Washington Post
6. Daily News (New York)
7. New York Post
8. San Jose Mercury News/
Contra Costa Times/
Oakland Tribune
9. Chicago Tribune
10. Houston Chronicle
11. The Philadelphia Inquirer/
Philadelphia Daily News
12. Newsday
13. The Denver Post
14. The Arizona Republic
15. Star Tribune (Minneapolis)
16. The Dallas Morning News
17. The Plain Dealer (Cleveland)
18. The Seattle Times
19. Chicago Sun-Times
20. Detroit Free Press
21. St. Petersburg Times
22. The Oregonian
23. The San Diego Union-Tribune
24. San Francisco Chronicle
25. The Star-Ledger (Newark)

## Plus anciens journaux encore en circulation
- The New Hampshire Gazette (fondé en 1756)
- The Hartford Courant (1764 - le plus ancien quotidien)
- The Augusta Chronicle (1785)
- Daily Hampshire Gazette (1786)
- Pittsburgh Post-Gazette (1786)
- The Berkshire Eagle (1789)
- The Recorder (1792)
- Rutland Herald (1794)
- Norwich Bulletin (1796)
- The Keene Sentinel (1799)
- New York Post (1801)
- The Post and Courier (1803)
- The Post_Standard (1829)

## Critiques
Il existerait un « accord tacite » entre le gouvernement et la presse prévoyant de « cacher les secrets du gouvernement méritant la Une », selon Glenn Greenwald.
En 1977, le journaliste Carl Bernstein avait révélé que plus de 400 journalistes américains avaient « secrètement effectué des missions pour la Central Intelligence Agency ».